# بيدمار إي غارثييث
بلدية بيدمار إي غارثييث (بالإسبانية: Bedmar y Garcíez) هي بلدية تقع في مقاطعة خاين التابعة لمنطقة أندلوسيا جنوب إسبانيا.

## الديموغرافيا
بلغ عدد سكان بلدية بيدمار إي غارثييث 3.112 نسمة عام 2011 (وفقاً للمعهد الوطني للإحصاء الإسباني).
| 3.234 | 3.239 | 3.240 | 3.210 | 3.161 | 3.127 | 3.112 |